# Skande
Skande (en georgiano: სკანდე), a veces conocida como Skanda (სკანდა), es una aldea en el municipio de Terjola, Imereti, Georgia. Se encuentra en la parte occidental del país, en el valle del río Chkhari, a unos 15 km al noreste de Terjola. Su población a partir del censo de 2014 fue de 434 habitantes. 
En esta aldea se encuentra una fortaleza en ruinas, identificada con la Scanda o Scandeis de los autores romanos orientales de la Antigüedad tardía: se trataba de una de las fortalezas disputadas entre el Imperio oriental romano y el Sasánida durante sus conflictos en Lázica. Mantuvo su importancia como una de las fortalezas clave de Imereti hasta principios del siglo XIX.

## Historia

### Antigüedad tardía
Se hace referencia a Skanda en fuentes romanas orientales, como la Novellae del emperador Justiniano I y relatos históricos de la época de Justiniano por Procopio y Menandro Protector, como una fortaleza en el interior de Lázica, un reino del Mar Negro disputado entre los imperios romano y sasánida. La fortaleza de Skanda, junto con la de Sarapanis, se encontraba en un terreno difícil, protegiendo los accesos orientales hacia el país, por el límite de Iberia.

### Edad Media y Moderna
La historia registrada de Skanda en la Alta Edad Media es escasa. La unificación a principios del siglo XI del Reino de Georgia, del que formaban parte los antiguos territorios de Lázica e Iberia, privó a Skanda de su pasada importancia estratégica como fortaleza fronteriza. A mediados del siglo XV, cuando el Reino de Imericia estaba emergiendo independientemente de una Georgia devastada por la guerra, Skanda volvió a ser prominente. Más allá de documentos históricos nativos, es mencionada por visitantes extranjeros de Georgia, como Giosafat Barbaro y Ambrogio Contarini en la década de 1470, Nikifor Tolochanov y Aleksey Yevlyev en la década de 1650, Jean Chardin en la década de 1660 y Johann Anton Güldenstädt en la década de 1770. Skanda fue el campo de batalla de una serie de conflictos internos que plagaron al país desde el siglo XVI hasta el XVIII.
Los enviados rusos Tolochanov e Yevlyev, que viajaron a Imereti en la década de 1650, visitaron Skanda en varias ocasiones y la describieron como una fortaleza bien construida en la cima de una colina en el valle escarpado del río, envuelta por una pared de ladrillos de 20 m de alto y 600 m de largo y fortificada con cuatro torres con cañones. Dentro de los muros había un palacio de tres pisos, la iglesia de San Jorge y el depósito de las riquezas del rey. Una década más tarde, el francés Jean Chardin encontró a Skanda en decadencia. Posteriormente fue restaurada por el gobierno de Imereti. El historiador georgiano, príncipe Vakhushti, al compilar la geografía de Georgia en 1745, se refirió a Skanda como la ubicación de un palacio real y «una gran ciudadela de imponentes construcciones». Después de la conquista rusa de Imereti en 1810, la fortaleza de Skanda quedó abandonada y en ruinas. En la década de 1830, el erudito suizo Frédéric DuBois de Montperreux encontró Skanda como «no más que una ruina, abandonada hace mucho tiempo».

## Fortaleza de Skanda
La fortaleza de Skanda se encuentra en ruinas al norte del pueblo del mismo nombre, en una colina entre dos corrientes (42°16′6″N 43°2′46″E / 42.26833, 43.04611). Su superficie total es de 7.000 m 2 y su altura alcanza los 120 m. Relativamente mejor conservadas están la fachada oriental de un palacio real y las paredes de una iglesia que contiene una inscripción georgiana. El monumento fue estudiado arqueológicamente en 1949 y 1995. La mayoría de los materiales descubiertos eran de finales de la Edad Media. Las primeras estructuras de la fortaleza fueron datadas por el investigador de Skanda, Lekvinadze, hasta el siglo IV. El complejo de Skanda está inscrito por el gobierno de Georgia en el registro de los Monumentos Inmóviles de Importancia Nacional.

## Población
A partir del censo nacional de 2014, Skande tenía una población de 434 habitantes. La mayoría de ellos (99%) de etnia georgiana.
| Población | Censo de 2002 | Censo de 2014 |
| --------- | ------------- | ------------- |
| Total     | 561           | 434           |